# Système éducatif en Australie
Le système éducatif en Australie relève essentiellement de la compétence des États et territoires et non du gouvernement fédéral. 
Il suit le modèle à trois niveaux qui comprend l'enseignement primaire (primary schools, école primaire), suivi par l'enseignement secondaire (middle school/high schools,  équivalents des écoles secondaires au Canada, ou des collèges et lycées en France) et l'enseignement supérieur (universities et/ou TAFE Colleges, universités et Instituts Supérieurs d'Enseignement Technique). Le Programme PISA, Programme international pour le suivi des acquis des élèves, classe, pour l'année 2016, le système australien d'éducation est au 15e rang pour la lecture, au 14e pour les Sciences et au 23e pour les mathématiques.
L'enseignement est obligatoire jusqu'à un âge déterminé par la loi; cet âge varie d'un État à un autre mais est généralement situé vers 15 ou 16 ans, soit avant la fin des études secondaires. L'enseignement post-obligatoire est réglementé par l'Australian Qualifications Framework qui organise un système unifié de diplômes nationaux dans les écoles, les Instituts Supérieurs d'Enseignement Technique ("TAFE Colleges") et les universités. 
L'année scolaire en Australie varie selon les institutions, mais va généralement de fin janvier jusqu'à la mi-décembre pour les écoles primaires, secondaires et les TAFE Colleges, et de fin février à la mi-novembre pour les universités avec des vacances intermédiaires et des pauses pour chaque institut d'enseignement.

## Écoles maternelles
Avant l'enseignement primaire, l'éducation en Australie est relativement peu réglementée et l'école est facultative. Les premiers contacts de nombreux enfants australiens avec l'apprentissage, en dehors de l'éducation parentale traditionnelle, est la garderie. Ce genre d'activité n'est généralement pas considéré comme de la scolarité. L'enseignement préscolaire est distinct de l'école primaire dans tous les États et territoires, sauf en Australie-Occidentale et au Queensland, où l'enseignement préscolaire est dispensé dans le cadre du système scolaire primaire. 
Les écoles maternelles sont généralement gérées par les conseils locaux, les groupes communautaires ou des organismes privés, sauf dans le Territoire du Nord et le Queensland où elles sont de la compétence du gouvernement du Territoire ou de l'État. L'école maternelle est ouverte aux enfants de trois à cinq ans; les chiffres de fréquentation sont très variables d'un endroit à l'autre (de 50 % en Nouvelle-Galles du Sud à 93 % au Victoria).
L'année avant l'école primaire est l'année principale pour l'éducation pré-scolaire. Cette année est suivie fréquemment de façon bien plus assidue et prend généralement la forme de quelques heures d'activité cinq jours par semaine.

## Les écoles
L'enseignement est obligatoire en Australie entre six et quinze ans, en fonction de l'État et de la date de naissance, avec, ces dernières années, plus des trois quarts des élèves qui y restent jusqu'à ce qu'ils aient dix-sept ans. Les écoles publiques forment les deux tiers des étudiants australiens, l'autre tiers fréquentant les écoles privées, une proportion qui augmente dans de nombreuses régions d'Australie. En outre, une proportion croissante des enfants recevant une éducation privée sont désormais éduqués à domicile (homeschooled). 
Les écoles publiques sont gratuites, tandis que les écoles privées, laïques et religieuses, sont payantes. Peu importe si un établissement est public ou privé, il est tenu de respecter le même programme. La plupart des élèves, qu'ils soient dans les écoles privées ou gouvernementales, portent un uniforme, mais il n'y a pas d'obligation et certaines écoles australiennes ne demandent pas d'uniformes.

### Les écoles privées
Les écoles privées font partie de l'enseignement et doivent suivre le programme de l'état. Les élèves participent à beaucoup plus d'activités périscolaires dans le cadre de l'école, par exemple il y a des équipes de sport, des orchestres et des groupes de théâtre. Quelques-unes sont des internats, mais la plupart des élèves sont des externes. Ces écoles sont très semblables à des écoles privées en Angleterre.

## Enseignement secondaire en Australie
Le terme « High school » désigne l'enseignement secondaire en Australie. Au Victoria l'enseignement secondaire a pris officiellement le nom de « secondary college » dans les années 1990. Cependant, les deux termes sont utilisés par la majorité des Australiens, principalement par les adultes. Dans le Territoire de la capitale australienne et en Tasmanie, le High school désigne les niveaux 7 à 10, alors que le terme college désigne les niveaux 11 et 12.
Dans quelques États, des Instituts Supérieurs d'Enseignement Technique, les TAFE College (en)  (TAFE pour technical and further education signifiant « éducation avancée et technique »), sont des instituts dispensant l'équivalent des cours du secondaire. Le TAFE est souvent utilisé par les adultes n'ayant pas achevé leur 12e année. Il existe également des centres privés d'éducation pour les adultes qui offrent aux personnes n'ayant pas terminé leur 12e année ou aux étudiants qui décident d'améliorer leurs résultats du secondaire pour être admis à l'université ou améliorer leur classement.
La durée exacte du « secondary college » varie d'un État à l'autre. Dans les écoles de Nouvelle-Galles du Sud et du Victoria les études durent de la 7e à la 12e année ; alors qu'en Australie occidentale, dans le Queensland, le Territoire du Nord et en Australie-Méridionale, les études s'étendent de la 8e à la 12e année.
La présence à l'école est obligatoire jusqu'à l'âge de 17 ans en Tasmanie, 16 ans dans les États du Victoria, Australie méridionale et Queensland et 15 ans dans tous les autres États et territoires. La législation de l'éducation obligatoire a été compliquée par plusieurs initiatives au niveau du Commonwealth et des États. Plusieurs Australiens demandent que l'éducation obligatoire avec l'âge soit remplacée par l'éducation obligatoire jusqu'à l'obtention du diplôme : les élèves devraient donc rester à l'école jusqu'à la fin de leur dernière année ou jusqu'à l'obtention de leur qualification, au lieu de pouvoir quitter l'école à l'âge prescrit.